# Gérard Ponson
 (février 2020).
Si vous disposez d'ouvrages ou d'articles de référence ou si vous connaissez des sites web de qualité traitant du thème abordé ici, merci de compléter l'article en donnant les références utiles à sa vérifiabilité et en les liant à la section « Notes et références ».
Pour les articles homonymes, voir Ponson (homonymie).
Gérard Ponson est un homme d'affaires, précédemment patron de presse écrite français, né le 14 avril 1964 à Versailles. Il a géré la SCPE.

## Biographie
Gérard Ponson touche à la presse par militantisme[réf. nécessaire]. Grâce à Moshé Flato, son directeur de laboratoire à l'université[réf. nécessaire], il fait la connaissance d'Yvette Chassagne, présidente du groupe UAP. 
Il devient directeur de la publication de la Lettre J, un mensuel militant financé par Pierre Bergé, et destiné aux adhérents de la MNEF. Pendant les années 1986-1988, il travaille avec Jack Lang sur la presse[réf. nécessaire]. La Lettre J se transforme en magazine J et atteint 35 000 exemplaires de vente au numéro[réf. nécessaire].
Au début des années 1990, Gérard Ponson rencontre Thierry Ardisson, directeur d'Interview (devenu Entrevue), projet de magazine de Thierry Ardisson lancé en 1992 aux côtés de Daniel Filipacchi. 
En 1994, associés au groupe Filipacchi, Thierry Ardisson et Gérard Ponson lancent le mensuel Frou-Frou, qui est suspendu en 1995. Thierry Ardisson revend alors ses parts de la SCPE, société éditrice d’Entrevue, à Gérard Ponson et Daniel Filipacchi. Gérard Ponson devient alors président de la SCPE, société détenue à 20% par Gérard Ponson et à 80% par Hachette Filipacchi Médias (HFM), puis Lagardère Média. Gérard Ponson développe alors Entrevue et en fait un titre phare de la presse française,. En juin 2004, il lance le bimensuel Choc, puis le mensuel Maximal en 2005, et le magazine Guts, avec l’animateur radio Sébastien Cauet, en 2006.
En 2007, Gérard Ponson vend ses parts au groupe Lagardère afin de développer les sites Web des titres qu’il a créés. En 2008, Gérard Ponson rachète la totalité du capital de la société éditrice d’Entrevue et de Choc au groupe Lagardère Média.
La SCPE, détenue par Gérard Ponson, est placée en redressement judiciaire le 15 septembre 2009. Gérard Ponson la cédera en janvier 2011 à Pivoine SAS détenue par Jean-Claude Cochi alors Président des MLP (Messageries lyonnaises de presse), avant d'être liquidée en 2012,.